# Sparaxis
Sparaxis ist eine Pflanzengattung aus der Familie der Schwertliliengewächse (Iridaceae). Sie umfasst 15 ausschließlich in Südafrika vorkommende Arten.

## Beschreibung
Sparaxis sind ausdauernde, krautige Pflanzen. Sie wachsen aus kleinen runden Knollen, die am Ansatz bewurzelt sind, die Knollen sind von einer feinen bis harten, faserigen Hülle geschützt. Der kahle Stängel ist fest, dick und annähernd aufrechtstehend, entweder unverzweigt oder sich am Ansatz bzw. knapp darüber verzweigend, dann finden sich in seinen unteren Achseln gelegentlich große oder in allen Achseln zahlreiche kleine Tochterknollen. Die Blätter stehen meist am Ansatz, nur selten ist auch der Stängel beblättert. Die untersten zwei bis drei Blätter sind scheidenartige, häutige Niederblätter, die weiteren Blätter sind lanzettlich bis linear oder sichelförmig, kahl und mit hervorstehender Mittelrippe sowie zahlreichen feinen, eng aneinander liegenden Seitenrippen.

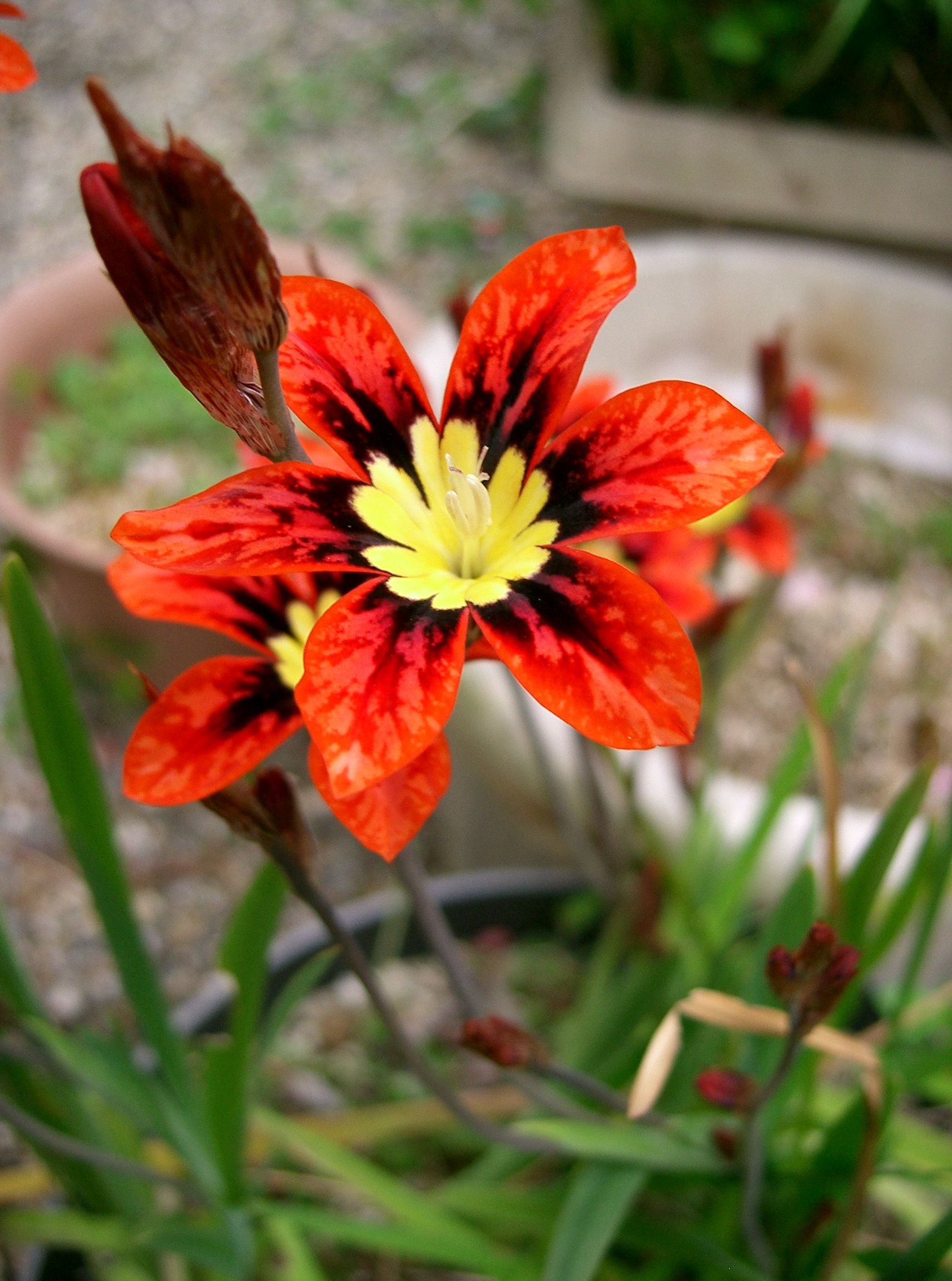
Dreifarbiges Fransenschwertel (Sparaxis tricolor), Blüte

Der Blütenstand besteht aus wenigen bis mehreren (selten einzelstehenden) Blüten in einer lockeren Ähre, als Knospen distich, annähernd spiralförmig zur Blütezeit. Die Tragblätter sind trockenhäutig und knitterig, blass und mit braunen Streifen, einfach bis leicht geschlitzt oder tief geschlitzt.
Die Blüten sind aktinomorph oder zygomorph, in letzterem Fall sind entweder nur die Staubblätter asymmetrisch arrangiert oder auch das Perianth, dann ist das obere Blütenhüllblatt vergrößert und oft haubenartig geformt und die unteren drei Blütenhüllblätter sind die kleinsten. Die Blütenhüllblätter sind lanzettlich bis umgekehrt eiförmig oder spatelförmig und am Ende spitz oder stumpf. Die Blütenröhre ist entweder trichterförmig, zum Ansatz eher zylindrisch und nach oben hin sich verbreiternd oder weit über die Vorblätter hinaus verlängert und dimorph, im unteren Teil zylindrisch, dann abrupt abgewinkelt und danach sich weitend.
Die Staubblätter sind am Ansatz des Schlundes, der erweiterten Blütenröhre also, befestigt und entweder symmetrisch oder asymmetrisch arrangiert. Die Staubfäden sind fadenförmig, gerade und umgeben den Griffel, oder nach außen gebogen oder alle drei Staubfäden sind gegenüber dem vergrößerten Blütenhüllblatt angeordnet. Die Staubbeutel sind gerade, gebogen oder spiralförmig und annähernd am Ansatz befestigt. Der Fruchtknoten ist eiförmig, der Griffel fadenförmig, gerade und aufrechtstehend oder einseitig. Die Kapsel ist fassförmig bis länglich-rund und lässt durch ihre feste Außenhaut die Umrisse der Samen erahnen. Je Fach finden sich 4 bis 15 runde, relativ große und glänzende Samen mit glatter Oberfläche.
Die Chromosomengrundzahl beträgt x=10.

## Verbreitung
Die Gattung findet sich ausschließlich in Südafrika in der südwestlichen Kapregion, dem südlichen Namaqualand und dem Westen des Karoo.

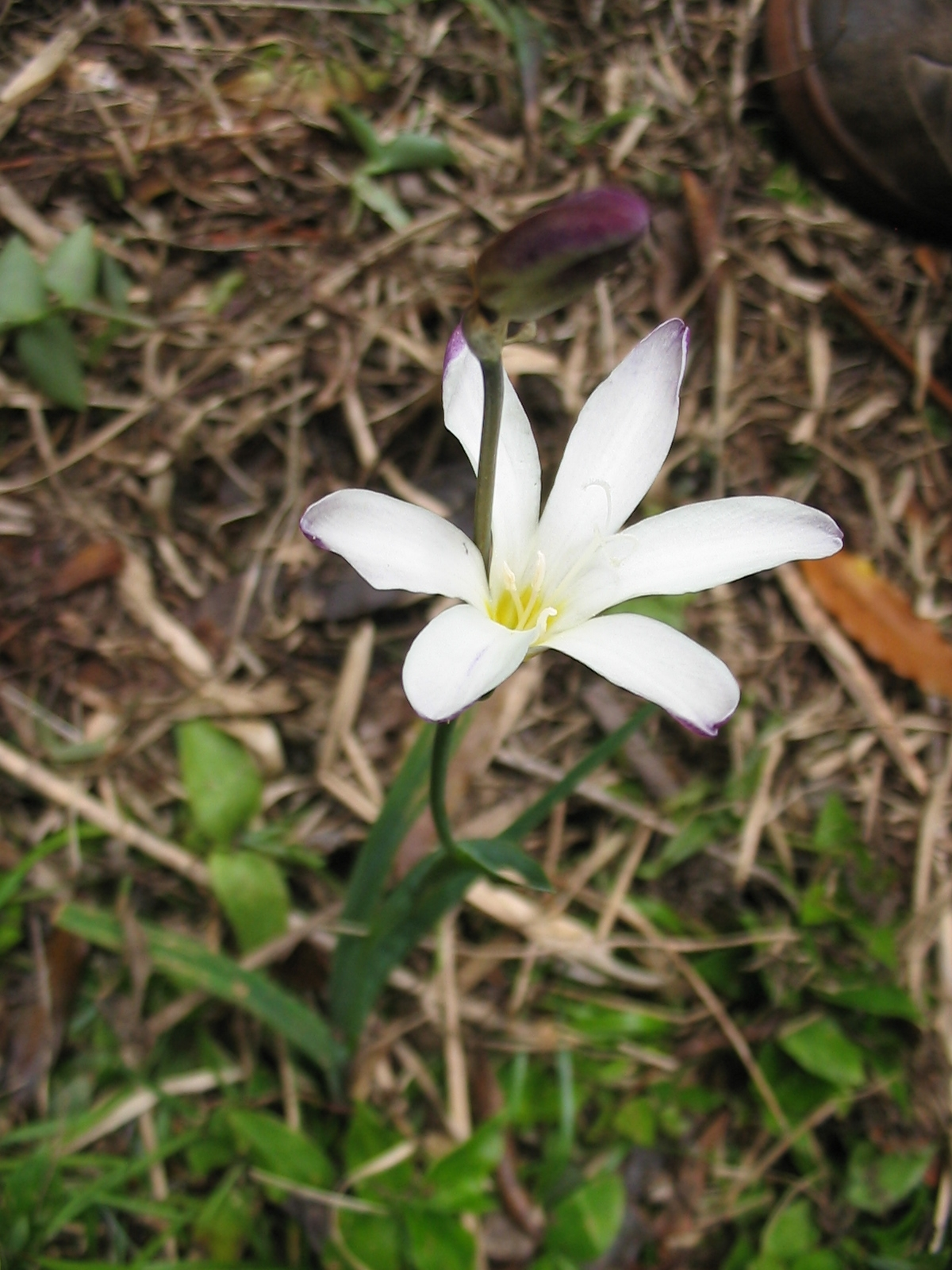
Knöllchen-Fransenschwertel (Sparaxis bulbifera)

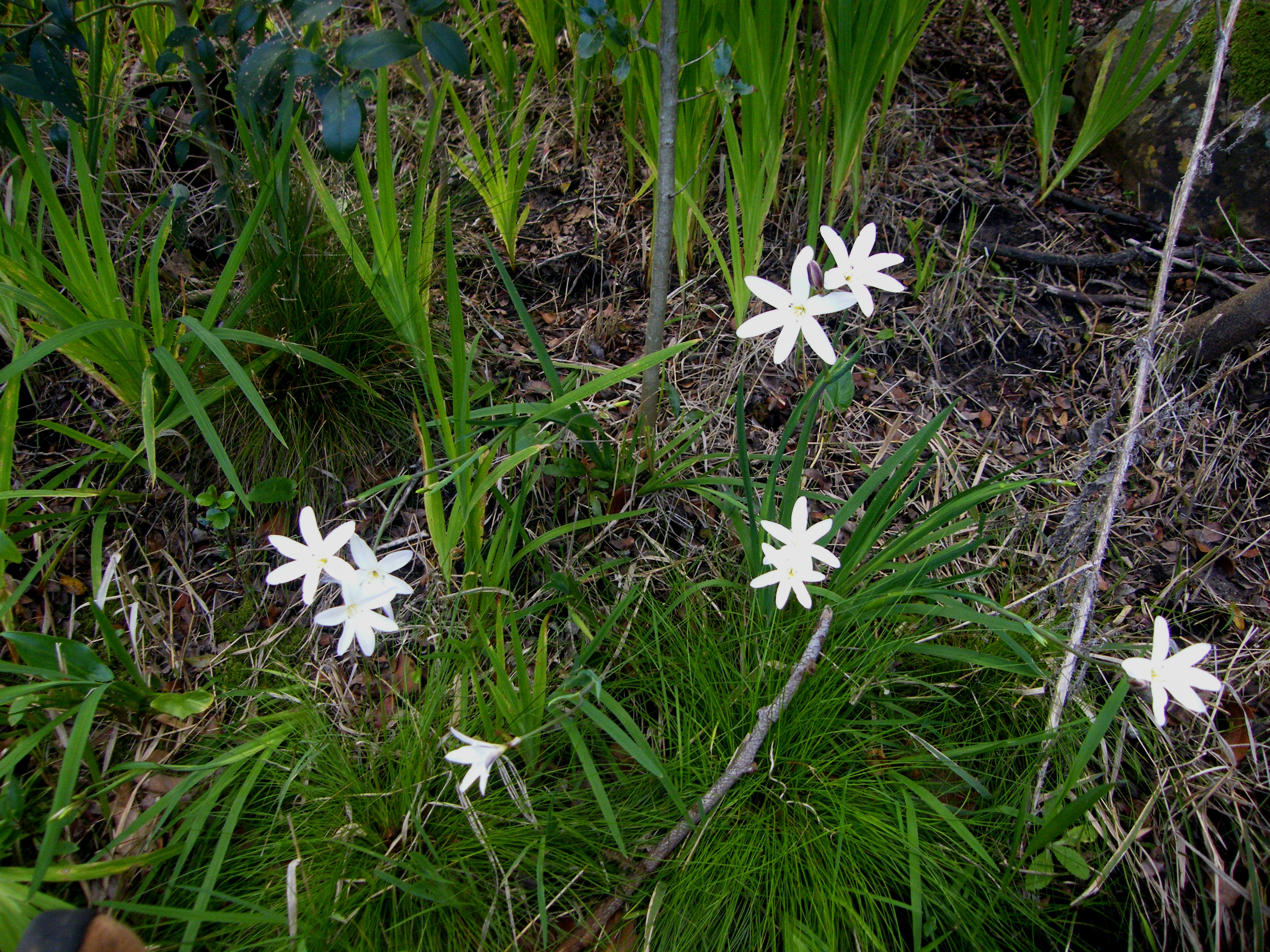
Großblütiges Fransenschwertel (Sparaxis grandiflora)

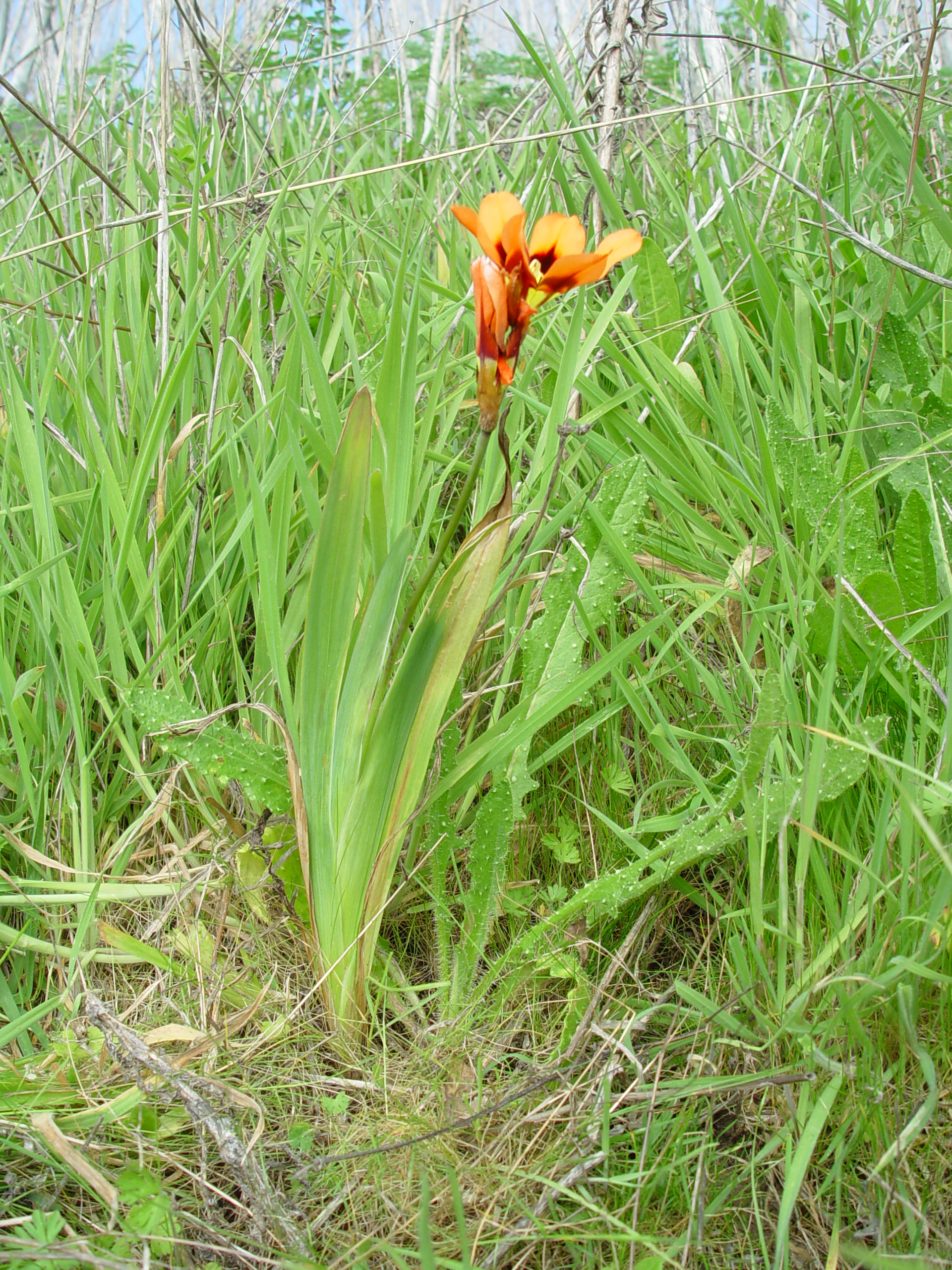
Dreifarbiges Fransenschwertel (Sparaxis tricolor)

## Systematik
Die Gattung besteht aus dreizehn Arten und wird in zwei Sektionen unterteilt, die sich im Wesentlichen darin unterscheiden, dass die Arten der Sektion Sparaxis actinomorphe Blüten haben und die der Sektion Synnotia zygomorphe Blüten. Die Sektion Synnotia wurde 1826 als eigene Gattung beschrieben, Peter Goldblatt stellte sie 1991 jedoch zu Sparaxis.
- Sektion Sparaxis
  - Knöllchen-Fransenschwertel (Sparaxis bulbifera (L.) Ker Gawl.)
  - Sparaxis elegans (Sweet) Goldblatt
  - Sparaxis fragrans (Jacq.) Ker Gawl.
  - Großblütiges Fransenschwertel (Sparaxis grandiflora (F. Delaroche) Ker Gawl.). Mit vier Unterarten:
    - Sparaxis grandiflora subsp. acutiloba Goldblatt
    - Sparaxis grandiflora subsp. fimbriata (Lam.) Goldblatt (Syn.: Ixia fimbriata Lam.)
    - Sparaxis grandiflora subsp. grandiflora
    - Sparaxis grandiflora subsp. violacea (Eckl.) Goldblatt (Syn.: Sparaxis violacea Eckl.)

  - Sparaxis maculosa Goldblatt
  - Sparaxis pillansii L. Bolus
  - Dreifarbiges Fransenschwertel (Sparaxis tricolor (Schneev.) Ker Gawl.)

- Sektion Synnotia (Sweet) Goldblatt
  - Sparaxis caryophyllacea Goldblatt
  - Sparaxis galeata Ker Gawl.
  - Sparaxis parviflora (G.J. Lewis) Goldblatt
  - Sparaxis roxburghii (Baker) Goldblatt
  - Sparaxis variegata (Sweet) Goldblatt
  - Sparaxis villosa (Burm. f.) Goldblatt

Weitere Arten der Gattung – ohne Zuordnung zu einer Sektion – sind:
- Sparaxis auriculata Goldblatt & J.C.Manning[1]
- Sparaxis metelerkampiae (L.Bolus) Goldblatt & J.C.Manning[1]